# Saldula pallipes
Saldula pallipes, auch Hellbeinige Springwanze genannt, ist eine Wanze aus der Familie der Uferwanzen (Saldidae).

## Merkmale
Die Wanzen werden 3,4 bis 5,0 Millimeter lang. Die Gattung Saldula umfasst Arten, bei denen das Pronotum komplett schwarz ist und bei denen sich die Hemielytren vollständig überlappen. Die Artbestimmung ist häufig schwierig. Saldula pallipes unterscheidet sich praktisch nicht von blassen Formen von Saldula palustris, tritt jedoch in von Salz beeinflussten Lebensräumen auf. Der dunkle Strich auf den Schienen (Tibien) der Vorderbeine ist gemeinsam mit der basalen Musterung durchgehend, wodurch man die Art von Saldula saltatoria unterscheiden kann. Es treten makroptere (langflügelige) und brachyptere Tiere mit zurückgebildeten Hemielytren auf.

## Verbreitung und Lebensraum
Die Art ist weit verbreitet und tritt in der gesamten Paläarktis und Nearktis sowie teilweise sogar in den Tropen der Neuen Welt auf. In Mitteleuropa ist sie weit verbreitet und an vielen Orten häufig.
Besiedelt werden insbesondere schlammige Böden an den Ufern von verschiedenen Gewässern, wie Süß-, Brack- und Salzgewässer. Bevorzugt findet man die Tiere in stark eutrophierten Lebensräumen, eher an lehmigen, als auf sauren Böden. In England wurde beobachtet, dass Tiere, die in den Salzmarschen der Meeresküste leben, bis in die von den Tiden regelmäßig überfluteten Bereiche vordringen. Die Art toleriert die Überflutungen ohne Probleme. Die Art wird aber, zum Beispiel in Norddeutschland, nicht selten auch weitab von Gewässern gefunden. Lebensraum sind hier schwach bewachsene Bereiche mit temporären Pfützen auf dichtem, lehmigen Boden.

## Lebensweise
Die Überwinterung erfolgt als Imago. Die Tiere sind bereits ab März aktiv und können unter guten Bedingungen zwei Generationen pro Jahr ausbilden.

## Belege